# Ahmed Al-Bahri
Ahmed Al-Bahri (arab. أحمد البحري; ur. 18 września 1980) – saudyjski piłkarz występujący na pozycji obrońcy. Obecnie gra w Al-Nasr.

## Kariera klubowa
Ahmed Al-Bahri zawodową karierę rozpoczynał w 1998 roku w Al-Ittifaq. W drugiej części sezonu 2005/06 trafił do Asz-Szabab Rijad, jednak po zakończeniu ligowych rozgrywek powrócił do Al-Ittifaq. W połowie sezonu 2006/07 saudyjski zawodnik przeniósł się do drużyny Al-Nasr. W Al-Ittifaq występował łącznie przez osiem lat. W debiutanckim sezonie w nowym klubie Al-Bahri wraz z zespołem uplasował się na dziewiątym miejscu w saudyjskiej ekstraklasie, a w kolejnych rozgrywkach zajął w niej piątą pozycję.

## Kariera reprezentacyjna
W reprezentacji swojego kraju Al-Bahri zadebiutował w 2005 roku. W 2006 roku Marcos Paquetá powołał go do kadry na Mistrzostwa Świata. Arabia Saudyjska na mundialu tym zajęła ostatnie miejsce w swojej grupie i odpadła z turnieju. Sam Al-Bahri na niemieckich boiskach pełnił rolę rezerwowego i nie wystąpił w żadnym ze spotkań.